# Dekanat swietłahorski
Dekanat swietłahorski – jeden z dziesięciu dekanatów wchodzących w skład eparchii homelskiej i żłobińskiej Egzarchatu Białoruskiego Patriarchatu Moskiewskiego.

## Parafie w dekanacie
- Parafia św. Barbary w Borowikach
  - Cerkiew św. Barbary w Borowikach
- Parafia św. Mikołaja Cudotwórcy w Jakimowej Słobodzie
  - Cerkiew św. Mikołaja Cudotwórcy w Jakimowej Słobodzie
- Parafia Dwunastu Apostołów w Miodkowie
  - Cerkiew Dwunastu Aposłołów w Miodkowie
- Parafia św. Marii Magdaleny w Parzyczach
  - Cerkiew św. Marii Magdaleny w Parzyczach
- Parafia św. Cyryla Turowskiego w Swietłahorsku
  - Cerkiew św. Cyryla Turowskiego w Swietłahorsku
- Parafia Świętych Piotra i Pawła w Swietłahorsku
  - Cerkiew Świętych Piotra i Pawła w Swietłahorsku
- Parafia Przemienienia Pańskiego w Swietłahorsku
  - Cerkiew Przemienienia Pańskiego w Swietłahorsku
- Parafia Zaśnięcia Najświętszej Maryi Panny w Uznażu
  - Cerkiew Zaśnięcia Najświętszej Maryi Panny w Uznażu
- Parafia św. Amfilocha Poczajowskiego w Więżnach
  - Cerkiew św. Amfilocha Poczajowskiego w Więżnach

## Galeria

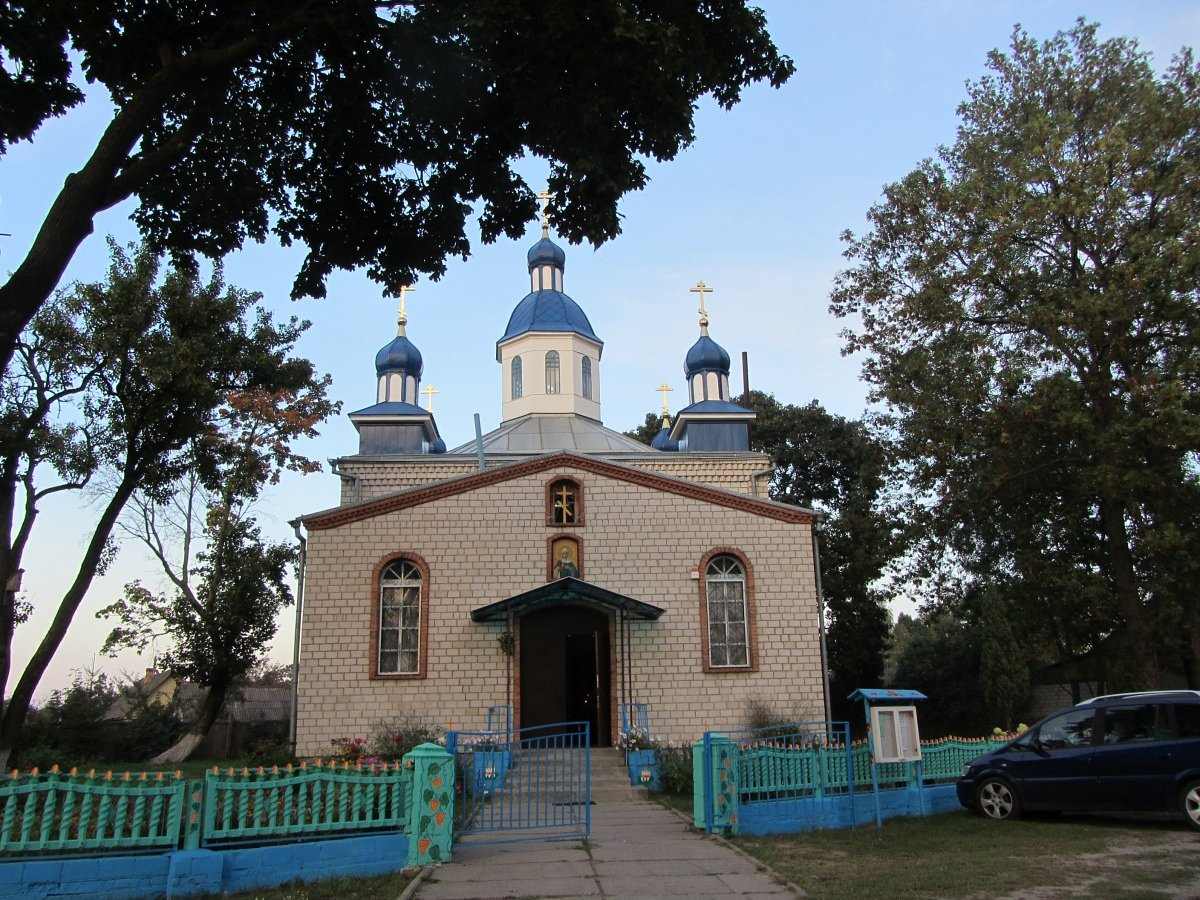
Cerkiew św. Marii Magdaleny w Parzyczach
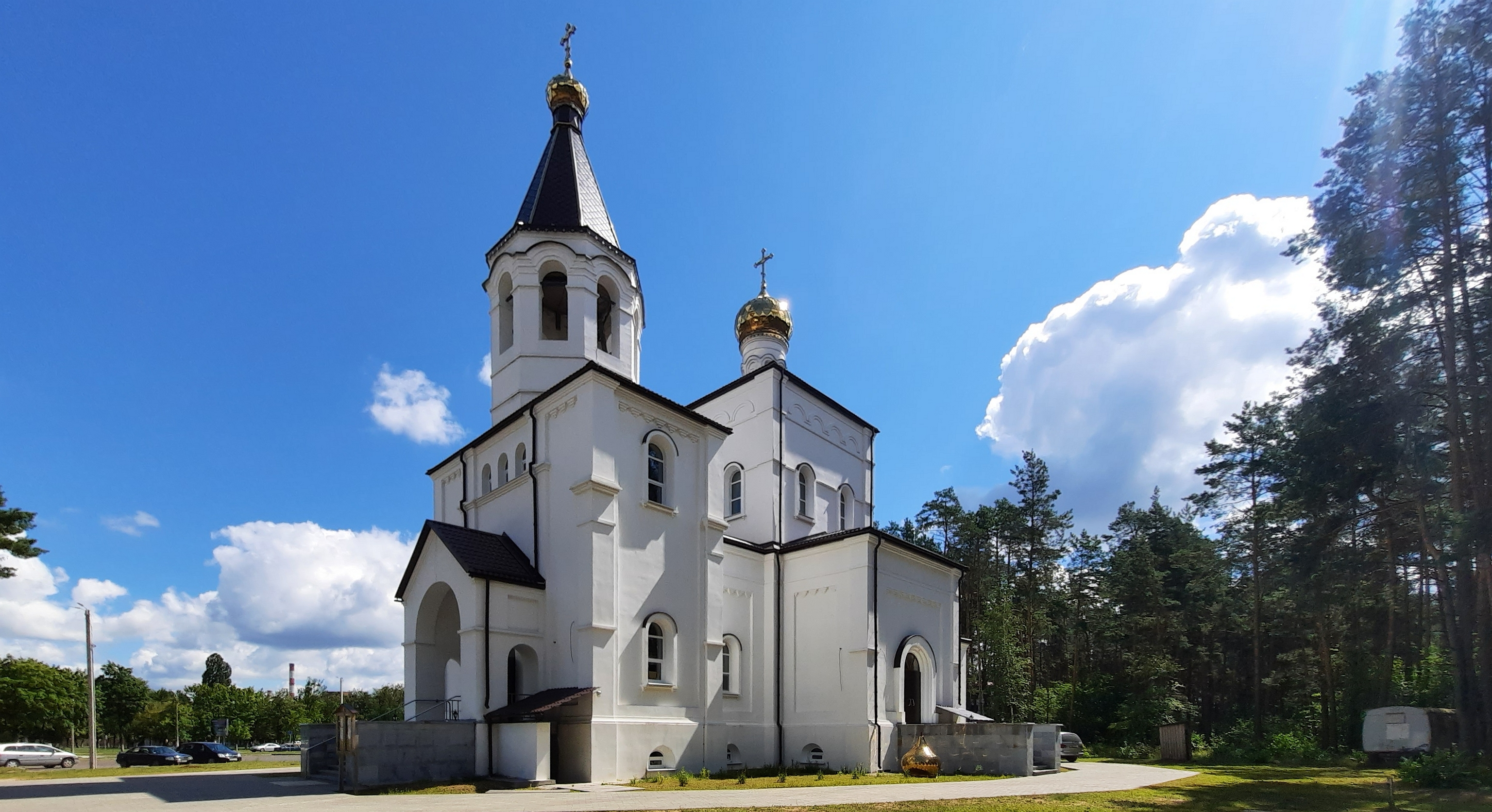
Cerkiew św. Cyryla Turowskiego w Swietłahorsku
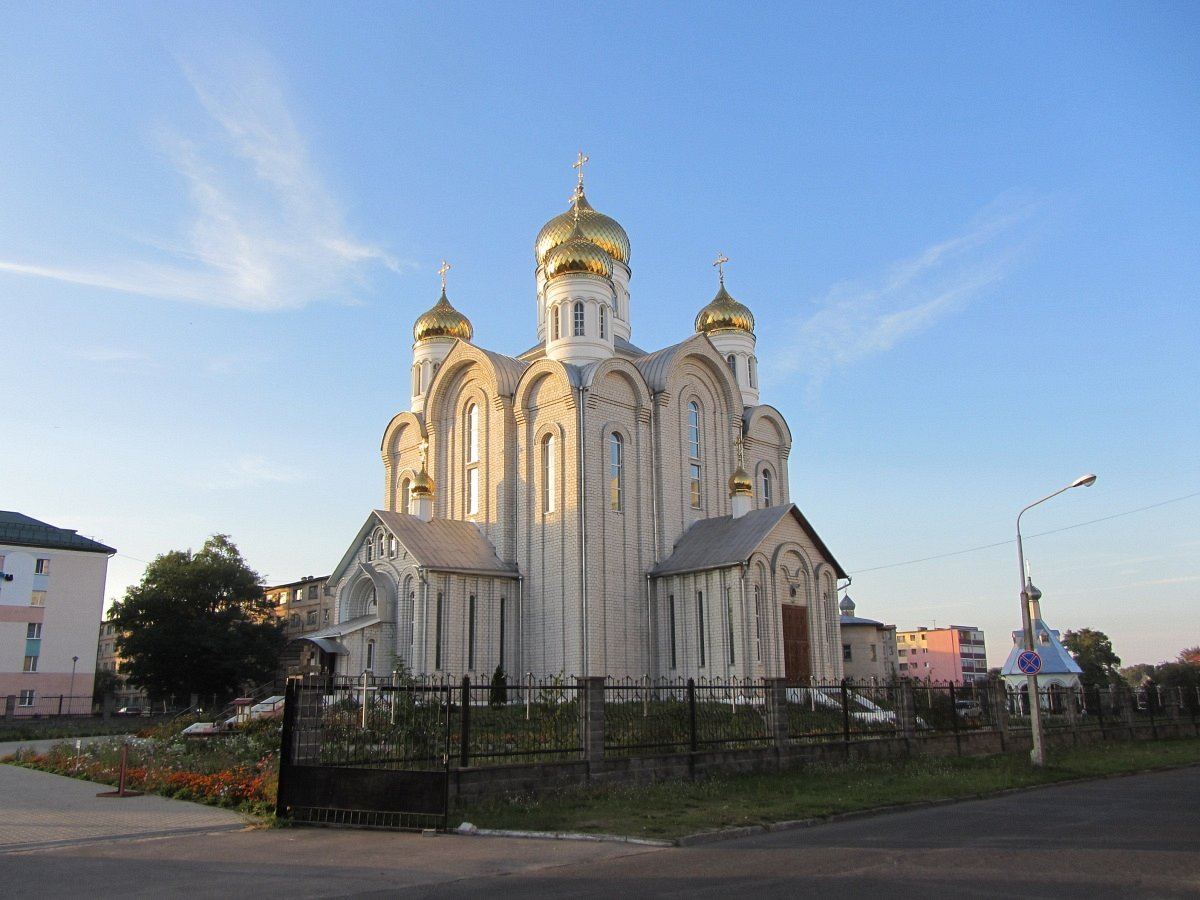
Cerkiew Przemienienia Pańskiego w Swietłahorsku